# Hilarempis crassitarsus
Hilarempis crassitarsus är en tvåvingeart som beskrevs av Smith 1969. Hilarempis crassitarsus ingår i släktet Hilarempis och familjen dansflugor. Inga underarter finns listade i Catalogue of Life.